# Léon Gautier

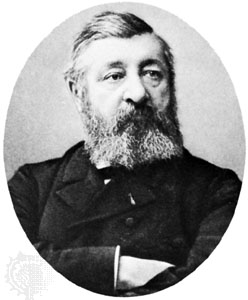
Léon Gautier

Émile Théodore Léon Gautier (* 8. August 1832 in Le Havre; † 25. August 1897 in Paris) war ein französischer Philologe, Literaturhistoriker und Archivar.
Léon Gautier genoss eine Ausbildung an der École nationale des chartes und wurde später Archivar zunächst des Archivs des Départements Haute-Marne, dann der kaiserlichen Archive in Paris. 1871 wurde er Professor für Paläographie an der École des Chartes. 1887 wurde er zum Mitglied der Inschriftengesellschaft gewählt. 1893 wurde er Leiter der historischen Abteilung des Nationalarchivs.
Gautier machte sich um die Erforschung der frühen französischen Literatur verdient. Unter seinen zahlreichen Werken zu mittelalterlichen Themen gehören seine kritischen Ausgaben der Chanson de Roland und der Épopées françaises (erschienen 1866–1867 in 3 Bänden; 2. Auflage 1878–1897 in 5 Bänden mit einer Bibliographie des Chansons de geste), jeweils mit Übersetzung und Einleitung, zu den wichtigsten.

## Schriften (Auswahl)
- Œuvres poétiques d’Adam de Saint-Victor (1858/59)
- Les Épopées françaises (1865/68)
- La Chanson de Roland (texte critique, 1872)
- La Chevalerie (1884), 3. Auflage ebenda 1895.
- Histoire de la poésie liturgique au Moyen Âge: les tropes (1886)
- Portraits du XIXe siècle. Historiens et critiques (1894/95)
- Portraits du XIXe siècle. Nos adversaires et nos amis (1894/95)
- Bibliographie des chansons de geste (1897)